# Cantharidus caelatus
Cantharidus caelatus is een slakkensoort uit de familie van de Trochidae. De wetenschappelijke naam van de soort is voor het eerst geldig gepubliceerd in 1884 door Hutton.